# Devširme

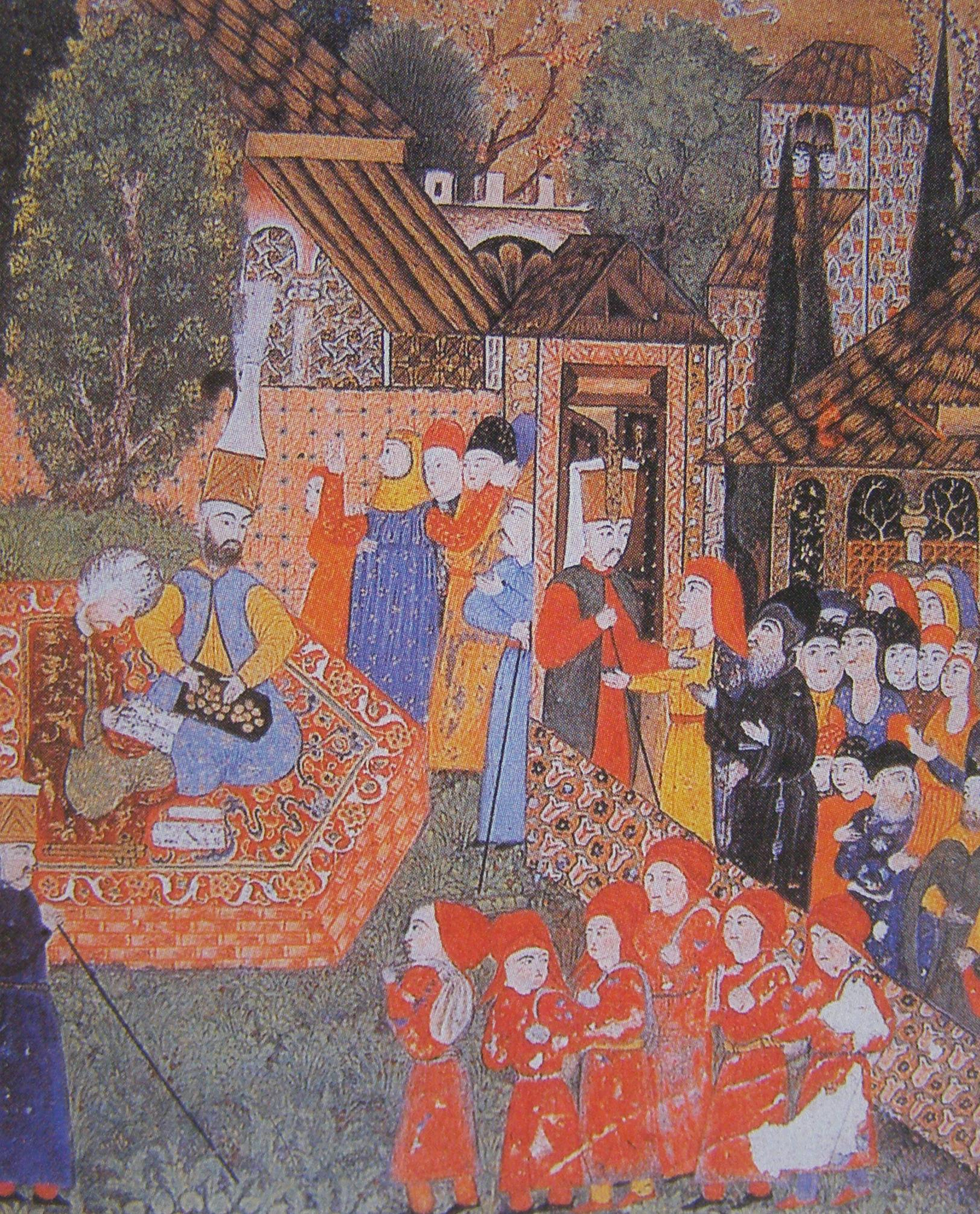
Devširme, ilustrace z paláce Topkapi

Devširme (známé také jako Daň v krvi, srbsky Danak u krvi/Данак у крви) byla daň, kterou bylo povinno platit nemuslimské obyvatelstvo Balkánu Osmanským Turkům, kteří kraji vládli.
Spočívalo v odvedení mladých chlapců od svých rodin do centrálních částí Říše. Tam byli odloučeni, nicméně naučeni novým poměrům a zvyklostem a dostali vzdělání a výcvik v duchu „Nové armády“ – yeni çeri (známí jako Janičáři).
Odvedení mladíků probíhalo v určitých časových intervalech a vždy se setkávalo přirozeně s odporem místních rodin, které se mu pokoušely za každou cenu různými způsoby vyhnout. Mnohdy se ale odevzdání potomka stávalo spíše privilegiem, protože v této době plné nejistot mu takto bylo zajištěno slušné živobytí a možnost kariérního růstu v rámci osmanské armády. Takto vycvičení mládenci nebyli citově vázáni na místa, kde vojensky působili, a proto bylo zaručeno, že dokážou v případě rozkazu zakročit v plném rozsahu proti místnímu obyvatelstvu. .
Devširme nebyl ojedinělý jev, jisté spojitosti s tímto stylem vytváření armády se dají nalézt v případě egyptských mamlúků a perských šahsevenů.

## Eunuchové
Z řad devširme byli někdy verbování bílí eunuchové. Na rozdíl od černých eunuchů, kteří byli obvykle kastrovaní ve své domovině, byli devširme kastrovaní v paláci. Palácoví eunuchové, kteří na ně dohlíželi, často pocházeli ze stejného prostředí jako devširme (z Balkánu). Značný počet eunuchů devširmského původu zastával důležité pozice ve vládě a armádě a mnozí z nich se stali velkovezíry, jako například Hadım Ali Paša, Sinan Borovinić, Hadım Hasan Paša, Hadım Mesih Paša a Hadım Mehmed Paša. Jiní, jako Sofu Hadım Ali Paša, Hadım Şehabeddin, Hadım Yakup Paša Bosenský, Hadım Ali Paša Budínský, Hadım Sulejman Paša a jeho jmenovec Hadım Sulejman Paša, se stali významnými admirály a generály.

## Známé osobnosti
- Mehmed Paša Sokolović